# Daga (arma)
La daga è un'arma bianca.

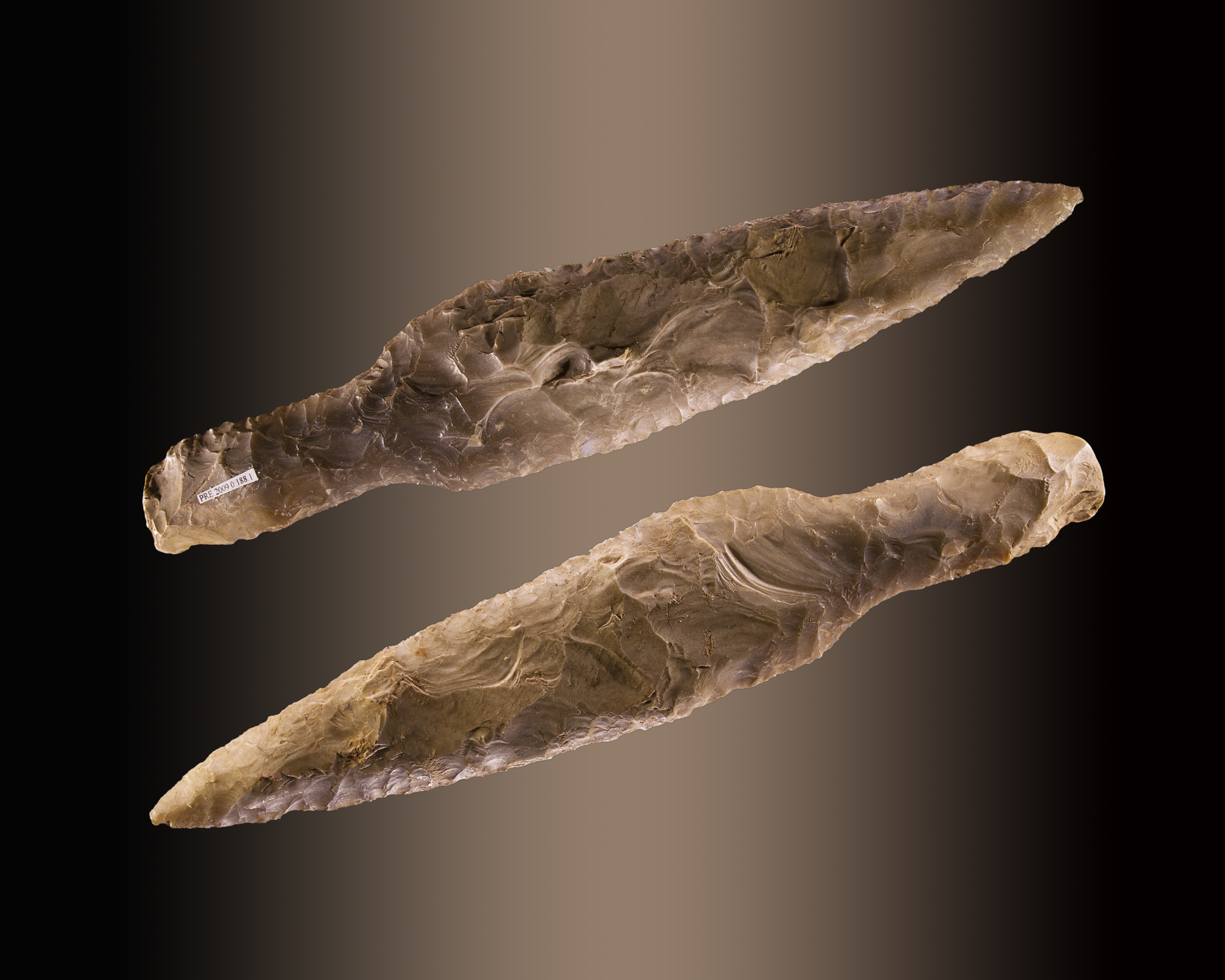
Daghe neolitiche in pietra, ca. 1800 a.C., Museo di storia naturale di Tolosa

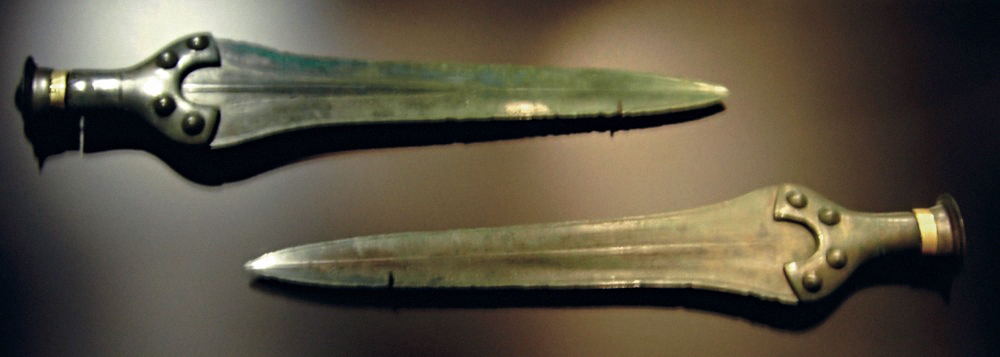
Le spade/daghe trovate insieme al Disco di Nebra, ca. 1600 a.C.

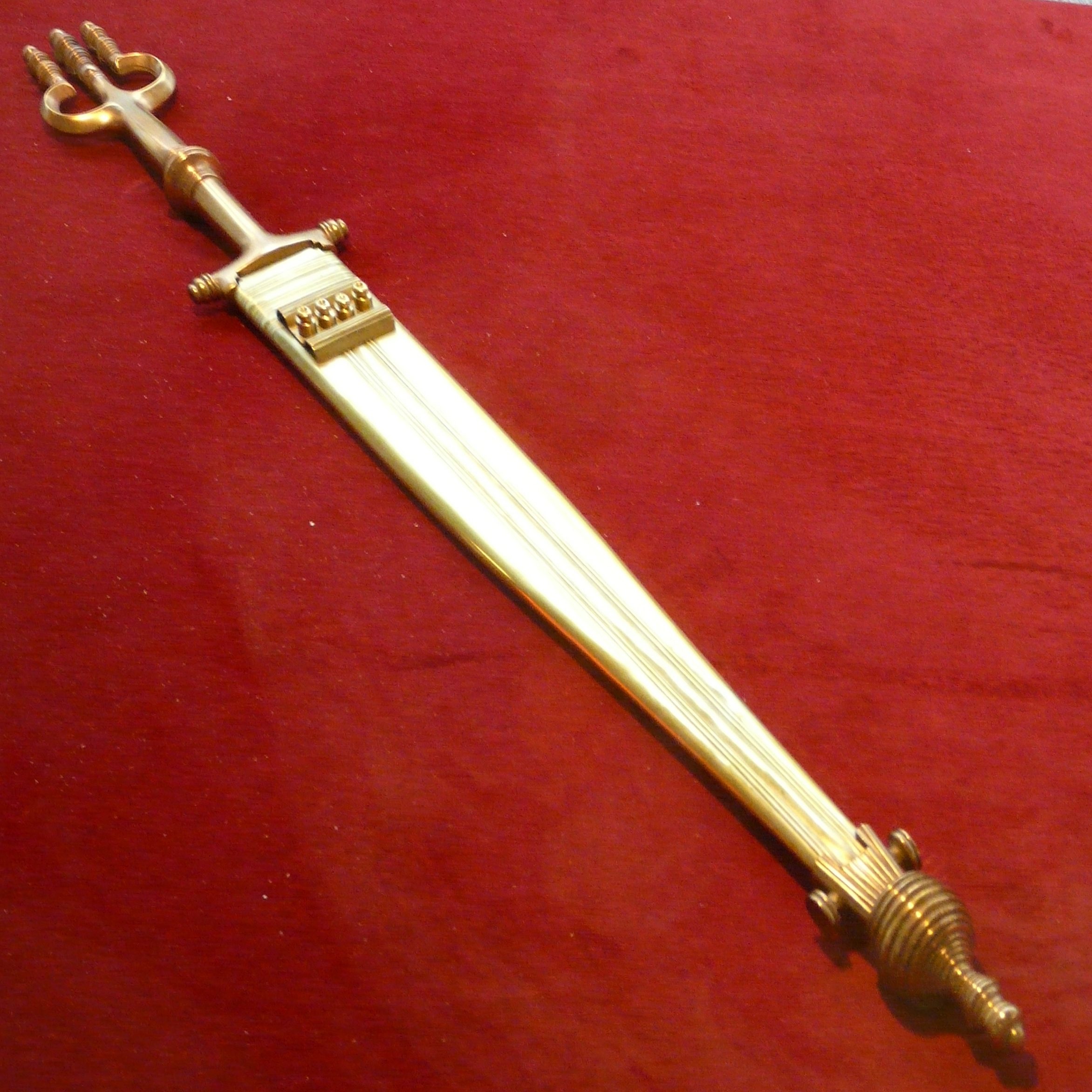
Daga celtica, ricostruzione

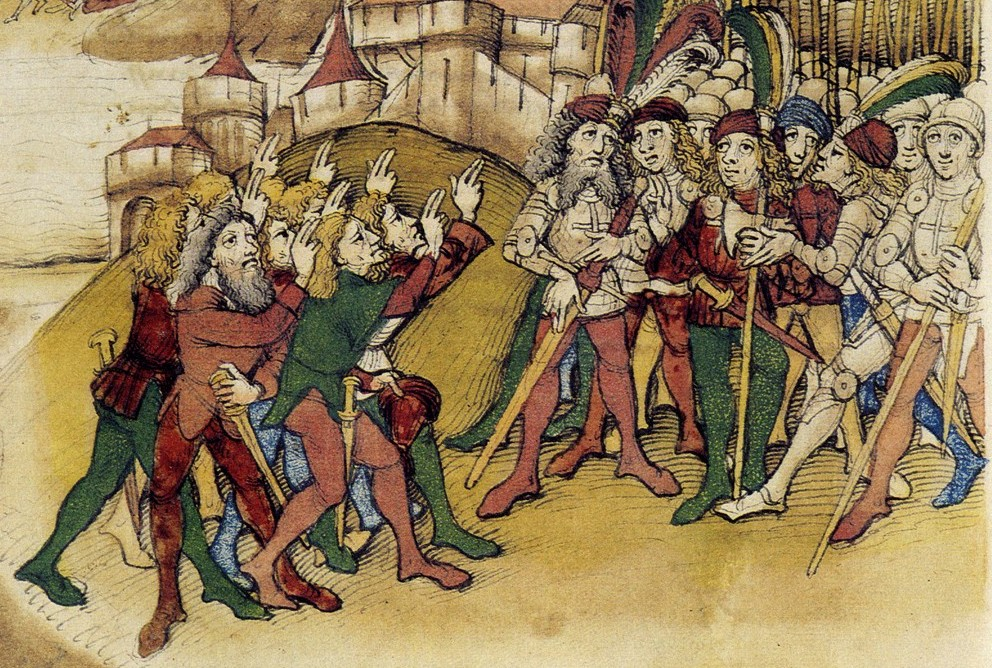
Fantaccini svizzeri con Schweizerdegen, Spiezer Chronik di Diebold Schilling il Vecchio

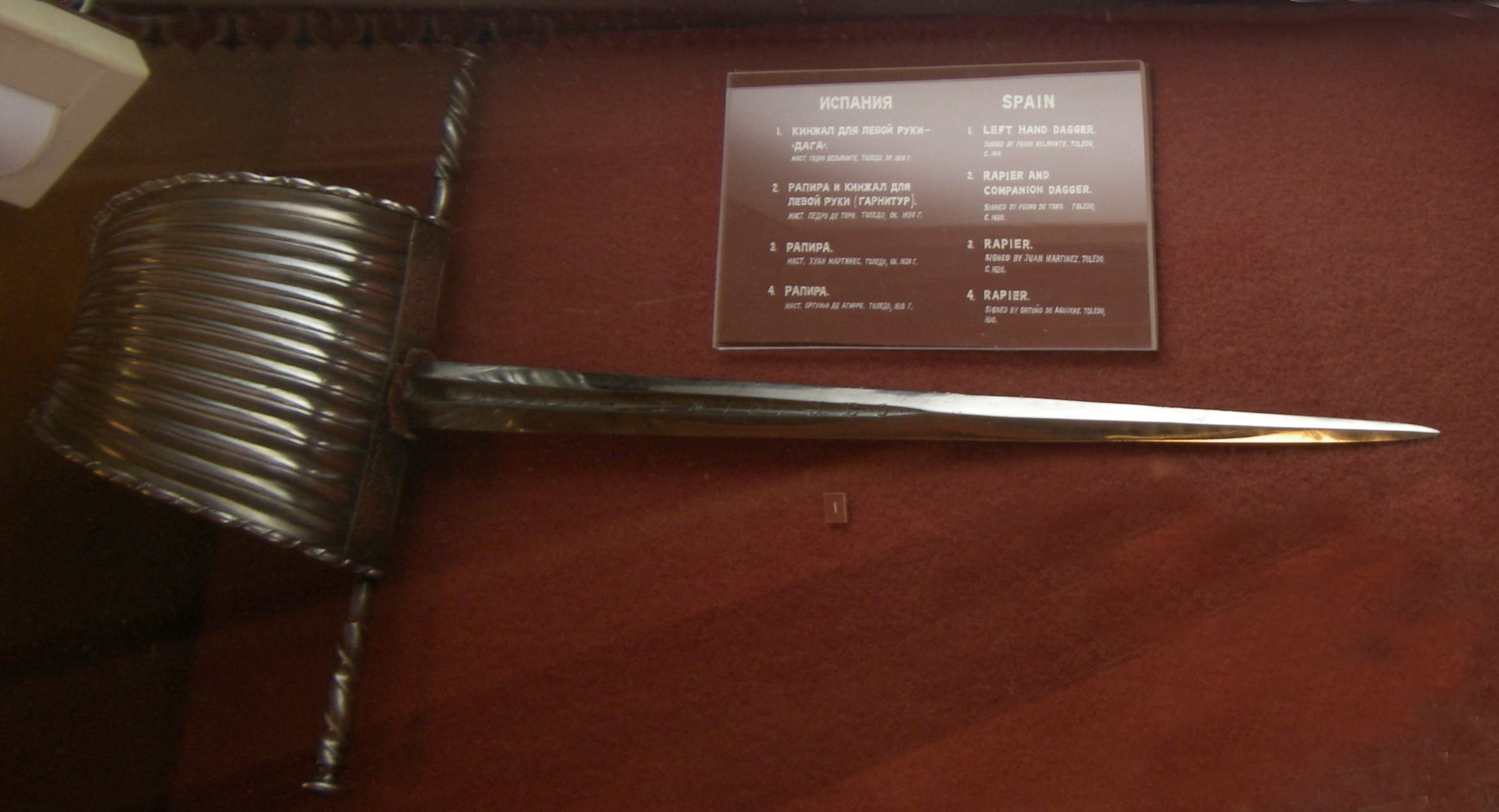
Daghetta spagnola, 1610

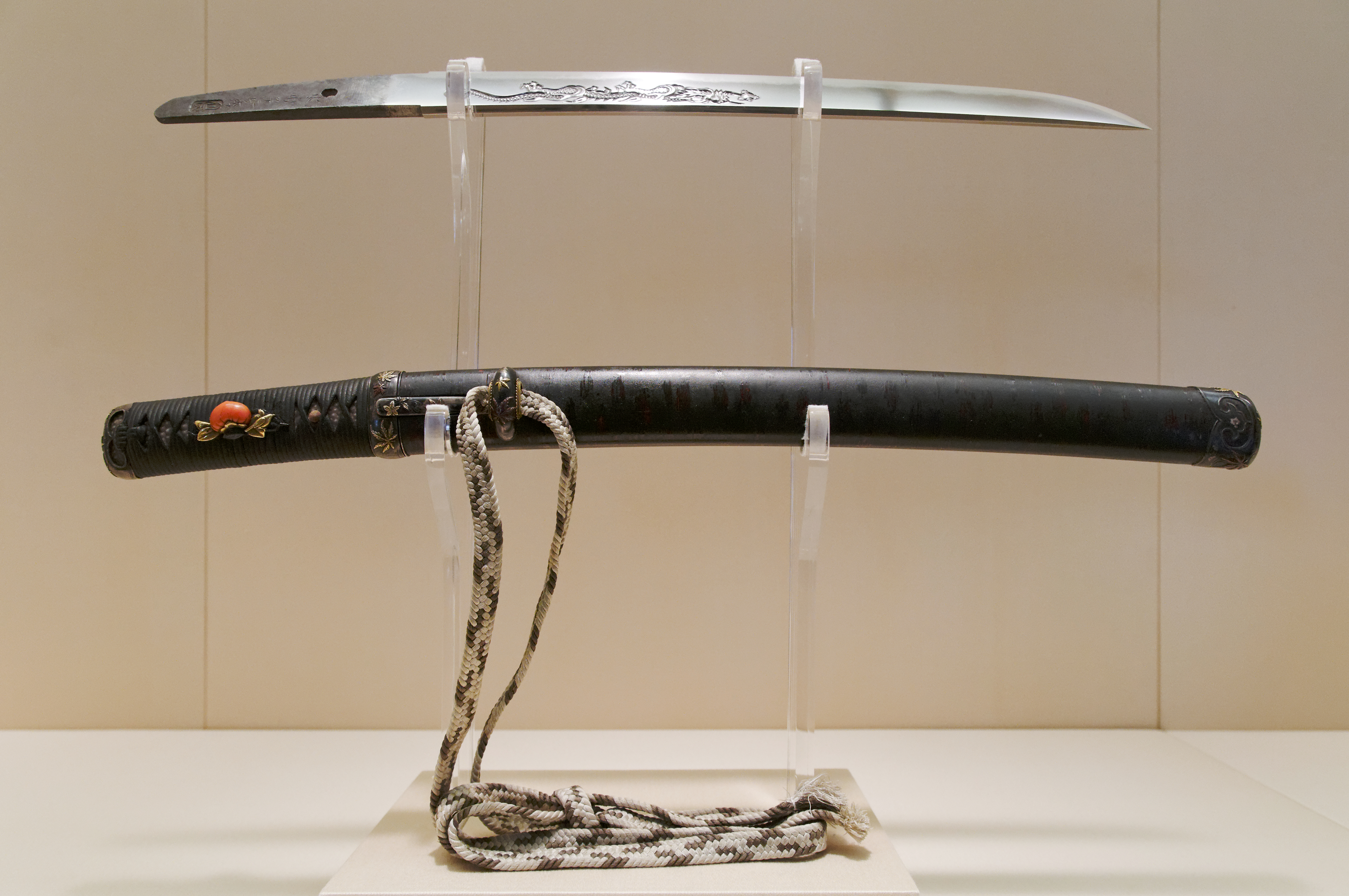
Wakizashi giapponese del Periodo Edo

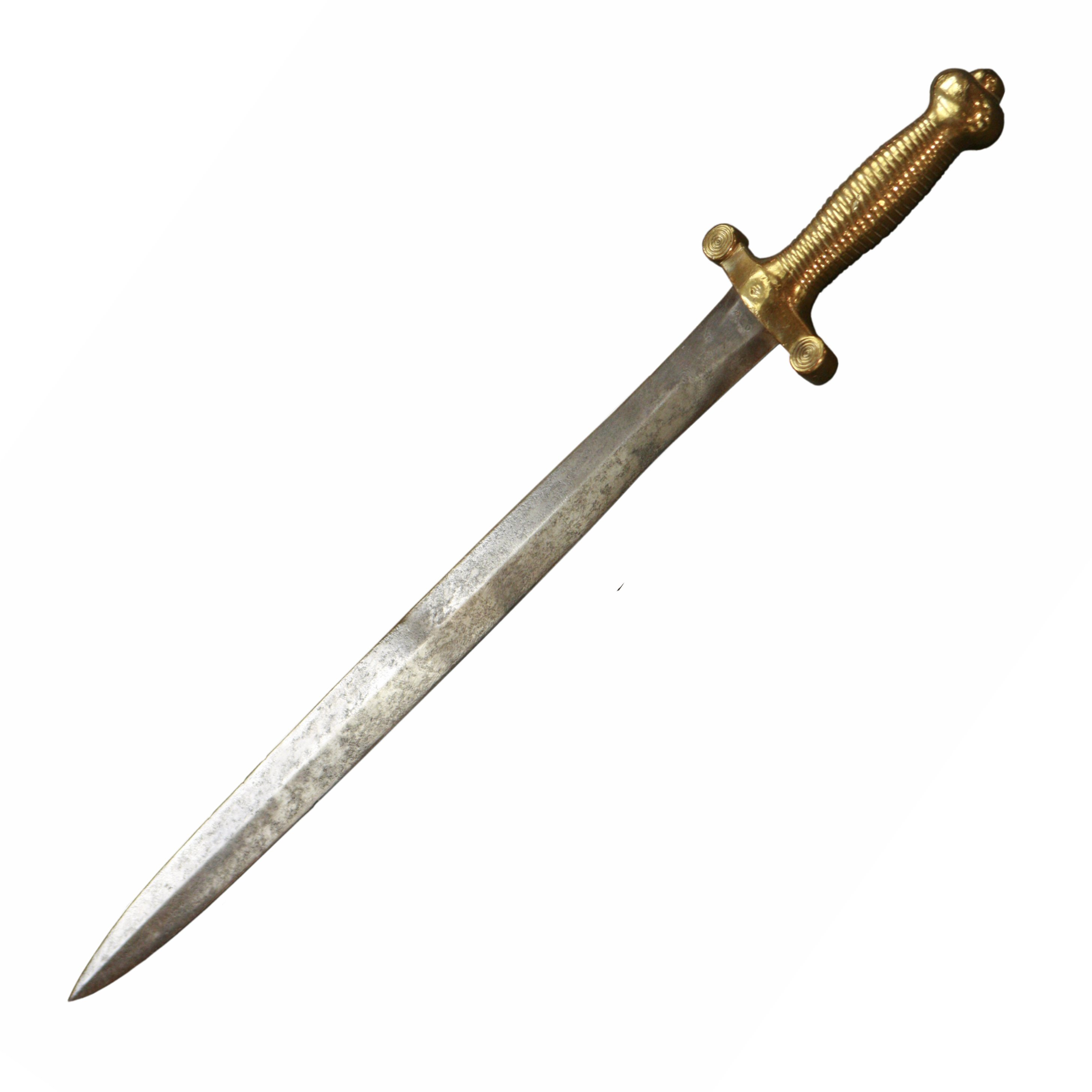
Daga d'ordinanza della fanteria francese, 1831

Si tratta di una sorta di spada a lama più lunga di quella di un pugnale, larga e a doppio taglio, affine al gladio degli antichi romani.
Costituitasi in epoca protostorica quale modello di passaggio dal pugnale alla spada, tornò di largo uso nel corso del Medioevo, quando l'uso predominante di spade a lama lunga (v. spada d'armi) portò allo sviluppo di un vocabolo per le armi la cui lama era di lunghezza compresa tra 40 e 70 cm. D'ampio uso nel Rinascimento e sino al XVII secolo, sia in ambito militare che nella pratica duellistica (v. scherma tradizionale). Dal XVIII secolo il termine passò ad indicare anche certe sciabole corte, dette anche sabro, in dotazione a talune fanterie europee.

## Etimologia
L'etimo è incerto. Studiosi come Giacomo Devoto pensavano al latino (spatha) Dāca, con lenizione settentrionale. Il termine è passato in tedesco (Degen, col significato di "spada da duello") e in polacco (daga); Secondo altri autori, il termine è nato in ambito provenzale e l'ipotesi che derivi da Dāca (ensis), come quella di una derivazione dal persiano teg ("spada") sono considerate aleatorie.
In lingua inglese il vocabolo dagger indica oggi genericamente il pugnale.

## Storia

### Origini
In Europa fu la protoceltica cultura di Hallstatt ad introdurre le spade in ferro. I primi esemplari di queste armi, attestati a partire dal VII secolo a.C., avevano lama corta e massiccia, funzionali ad uno stile di combattimento che ormai prediligeva gli scontri di fanteria e non più di cavalleria. La daga era cioè tornata a fungere da tramite tra la vecchia generazione di armi lunghe manesche e la nuova.
A partire dal V secolo a.C., la cultura di La Tène, ormai pienamente celtica, diffuse in Europa Occidentale delle spade dalla lama sempre più lunga che raggiunsero prima e superarono poi gli standard delle antiche spade in bronzo. La daga con massiccia lama a foglia o triangolare restò comunque sempre in uso ai Celti durante il loro predominio sull'Europa: ancora nel I secolo a.C., l'eroe dell'Ulster Cú Chulainn, celebrato nella saga della mitologia irlandese Táin Bó Cúailnge, si prepara alla lotta nella piana di Mag Muirthemne prendendo "le sue otto piccole spade e la spada dall'elsa d'avorio e la lama brillante".
Il gladius in uso al legionario romano, originariamente sviluppato dal modello della spada celtica di fanteria (v. gladius hispaniensis) divenne, nel I-II secolo una daga con lama lunga circa 60 cm (v. Gladio "Imperiale", Mod. Pompei, Magonza, ecc.) che nel Tardo Impero venne ribattezzata semispatha in contrapposizione alla spatha dalla quale la spada della cavalleria medievale avrebbe avuto origine.

### Medioevo
La daga fu uno degli strumenti di difesa/offesa più diffusi nell'Europa del Basso Medioevo.
Il successo dell'arma fu tale da meritarle un posto nei trattati di scherma dei più grandi maestri, primo tra tutti Fiore dei Liberi (1350-1420) che nel suo Flos Duellatorum si presentò ai lettori con queste parole: Magistro primo son de daga. La maggior parte delle daghe, a partire dal XIV secolo, si rifece alla linea dei pugnali più diffusi: il baselardo con guardia ad "H", dal quale originò la Schweizerdegen, ed il pugnale a rognoni con guardia costituita da due sfere dal quale sviluppò il dirk. La daga a rondelle differisce poco dall'archetipo del baselardo avendo, invece delle stanghe, un'elsa composta da dischi perpendicolari all'asse del manico. Più interessanti furono invece la daga con elsa a croce, vera e propria forma rimpicciolita della spada d'armi da cui avrebbero preso origine la daghetta seicentesca e lo stiletto, e la cinquedea o daga a lingua di bue, la cui lama all'elsa era larga cinque dita, da cui il nome.

### Rinascimento ed Evo Moderno
Il successo della daga quale arma di difesa/offesa sia d'uso militare che civile, proseguì in Europa nel Rinascimento ed oltre.
Sin dal XVI secolo i maestri di scherma avevano introdotto con successo il connubio tra arma lunga ed arma corta accoppiando, nell'uso, la spada da lato alla daga. Nel corso del XVII secolo, quando la spada da lato divenne la striscia, anche la daga si assottigliò ed allungò, divenendo la daghetta d'uso militare o duellistico con complessa elsa dotata di guardia a vela/coppa, archetti di rinforzo, arco paramano, ecc. Nella realtà urbana, per la difesa personale, ebbe larga diffusione lo stiletto, altra tipologia di daga con guardia a croce e lama lunga e sottile.
Nel XVIII secolo, quando la scherma abbandonò la striscia per lo spadino, di per sé stesso poco più lungo della daghetta, la daga, anche nella variante a sciabola corta, a lama sia dritta che curva, divenne parte dell'uniforme di alcuni corpi di fanteria. Nel XVIII secolo alcuni corpi del genio, in particolare pontieri, dell'armata sarda ne adottarono una variante a lama dritta con costola a sega.
Parallelamente all'Europa, anche l'Oriente sviluppò, a partire dal Quattrocento, particolari tipologie di spade corte. Interessantassimo è il katara del subcontinente indiano, una solida lama di daga in acciaio Damasco, priva di codolo, immanicata su due stanghe collegate orizzontalmente dall'impugnatura, capace di portare potenti e rapidi attacchi di punta. Il khanjali del Caucaso, passato in uso alle forze dell'Impero ottomano ed ai Cosacchi, ricorda molto una versione accorciata del gladio imperiale romano.
Più difficili da far rientrare nella tipologie delle daghe due armi a lama ricurva: il wakizashi giapponese, sorta di variante a lama corta della spada katana con la quale veniva sempre portato (v. daishō), un po' come il connubio striscia-daghetta, e lo yatagan ottomano, una spada corta con lama affilata sul lato concavo portata dai giannizzeri del sultano.

### Età contemporanea
La rapida evoluzione dell'arte bellica occidentale imposta dal sistematico diffondersi dell'arma da fuoco portatile stroncò il normale utilizzo della daga così come stava facendo con la spada.
Almeno sino alla seconda guerra mondiale, la daga continuò però ad avere un impiego diffuso negli eserciti europei ibridandosi con la baionetta. Nel corso dell'Ottocento infatti la vecchia baionetta a ghiera settecentesca venne sostituita da una nuova tipologia consistente in una vera e propria daga con lama monofilare di notevoli dimensioni, dotata di ghiera d'inastamento congiunta alla guardia. Largamente diffusa tra gli eserciti di tutta Europa sin dalla seconda metà del XIX secolo, questa nuova baionetta era però già inadatta allo scontro al tempo della prima guerra mondiale. Le testimonianze dei reduci, primo tra tutti il noto romanziere Erich Maria Remarque, declassa infatti la baionetta al rango di equipaggiamento da campo più che ad arma per gli scontri corpo-a-corpo, tra l'altro frequentissimi, della guerra di trincea.
Interessante fu invece il vero e proprio riciclo della daga quale arma cerimoniale da parte dei regimi d'inizio XX secolo. Sia le Camicie nere di Benito Mussolini che le SA-SS di Adolf Hitler avevano infatti nella daga un elemento imprescindibile della loro uniforme.

## Tipologie di daga

### Arma ibrida pugnale-daga
Daghetta (anche Manosinistra), tipica della scherma seicentesca.

### Coltello-spada
Billao.

### Coltello-pugnale-spada
Khanjali, grossa daga del Caucaso.

### Spade-daghe
- Schweizerdegen, daga distintiva dei mercenari svizzeri.
- Acinace;
- Paloscio;
- Parazonio.

### Spada-pugnale
Cinquedea (anche Anelace), massiccia daga del Rinascimento italiano.

### Daga-pugnale
Daga a rondelle, daga medievale, usata in battaglia e come utensile da lavoro.

### Spada-pugnale-coltello
Katara, grossa daga a spinta del subcontinente indiano.

### Arma simile
Dirk, daga monofilare della Scozia.

## Simbolo matematico
Una daga stilizzata viene utilizzata come simbolo matematico (all'apice destro dell'elemento a cui si riferisce, come in 
{\displaystyle H^{\dagger }}) per indicare, ad esempio, gli operatori aggiunti.